# Holtz (Rambruch)
Holtz (luxemburgisch Holz, örtlich auch Houltz) ist eine Ortschaft in der Gemeinde Rambruch im Kanton Redingen im Großherzogtum Luxemburg.

## Lage
Holtz liegt an der CR 310, Nachbarorte sind im Westen Perl, im Norden Bondorf und im Süden Klein-Elcheroth. Südlich des Ortes verläuft die belgisch-luxemburgische Grenze. 

## Allgemeines
Holtz und die Holtzer Kirche wurden erstmals 1330 in einem Verzeichnis des Erzbistums Trier erwähnt. Die heutige Kirche wurde um 1692 erbaut. 

## Sehenswertes
- Kath. Kirche St. Nikolaus
- Wasserturm